# Geneviève Ryckmans-Corin
Geneviève Marie Jeanne Ryckmans-Corin (Ukkel, 26 februari 1930 ― 7 maart 2022) was een Belgisch volksvertegenwoordiger en senator.

## Levensloop
Geneviève Corin was een dochter van François Corin en van Marie-Emmanuelle Lechat. Ze promoveerde tot licentiaat in de politieke en sociale wetenschappen aan de UCL, trouwde in 1952 met André Ryckmans (1929-1960) en trok met hem naar Belgisch-Congo, waar drie van hun vijf kinderen geboren werden.
Na de moord op haar man in juli 1960 ten tijde van de Congocrisis, gaf ze nog het leven aan een postume zoon. In 1962 werd haar man, via diens moeder, postuum opgenomen in de erfelijke adel met de titel van graaf, overgaande bij recht van eerstgeboorte; zij verkreeg tezelfdertijd vergunning de titel van gravin te voeren voor de naam van haar man.
In 1970 werd ze voor de PSC verkozen tot gemeenteraadslid van Waterloo, wat ze bleef tot in 1994. Van 1971 tot 1976 was ze er lid van het OCMW van Waterloo en was er van 1976 tot 1982 voorzitster van. In de legislatuur 1989-1994 zetelde Ryckmans-Corin in de oppositie.
Van 1974 tot 1977 en van 1978 tot 1981 zetelde ze voor het arrondissement Nijvel in de Kamer van volksvertegenwoordigers. Ook was ze van 1977 tot 1978 lid van de Senaat als provinciaal senator voor Brabant. Door het toen bestaande dubbelmandaat zetelde ze van 1974 tot 1980 ook in de Cultuurraad voor de Franse Cultuurgemeenschap en van 1980 tot 1981 in de Waalse Gewestraad en Franse Gemeenschapsraad. Haar dochter Hélène Ryckmans (1959) werd in 2014 verkozen tot Waals volksvertegenwoordiger voor Ecolo. 
Na het einde van haar parlementair mandaat in 1981 werd ze kabinetslid bij vicepremier en minister van Binnenlandse Zaken Charles-Ferdinand Nothomb en dit tot in 1986. 
Van 1983 tot 1988 was ze voorzitster van de Nationaal Centrum voor Ontwikkelingssamenwerking, de organisator van de 11.11.11-acties, waar ze bureaulid van bleef tot in 2003.
Verder was ze nog verantwoordelijke van de vzw Femmes et Société en de Algemene raad voor het lekenapostolaat, voorzitster van het André Ryckmansfonds, een ngo voor ontwikkelingssamenwerking en de Maison africaine asbl, lid van de Franstalige Raad van Belgische vrouwen en voorzitster van organisaties die zich inzetten voor volwassenen of kinderen in moeilijkheden (la Clé des champs, Tropiques, Colipain, les Jacinthes).
In 2020 kwam ze veelvuldig aan het woord in de VRT-serie Kinderen van de kolonie.

## Publicatie
- Un territorial du Congo belge, publicatie met commentaar van de brieven en nota's van André Ryckmans tussen 1954 en 1960.